# Poljane (Ljubljana)

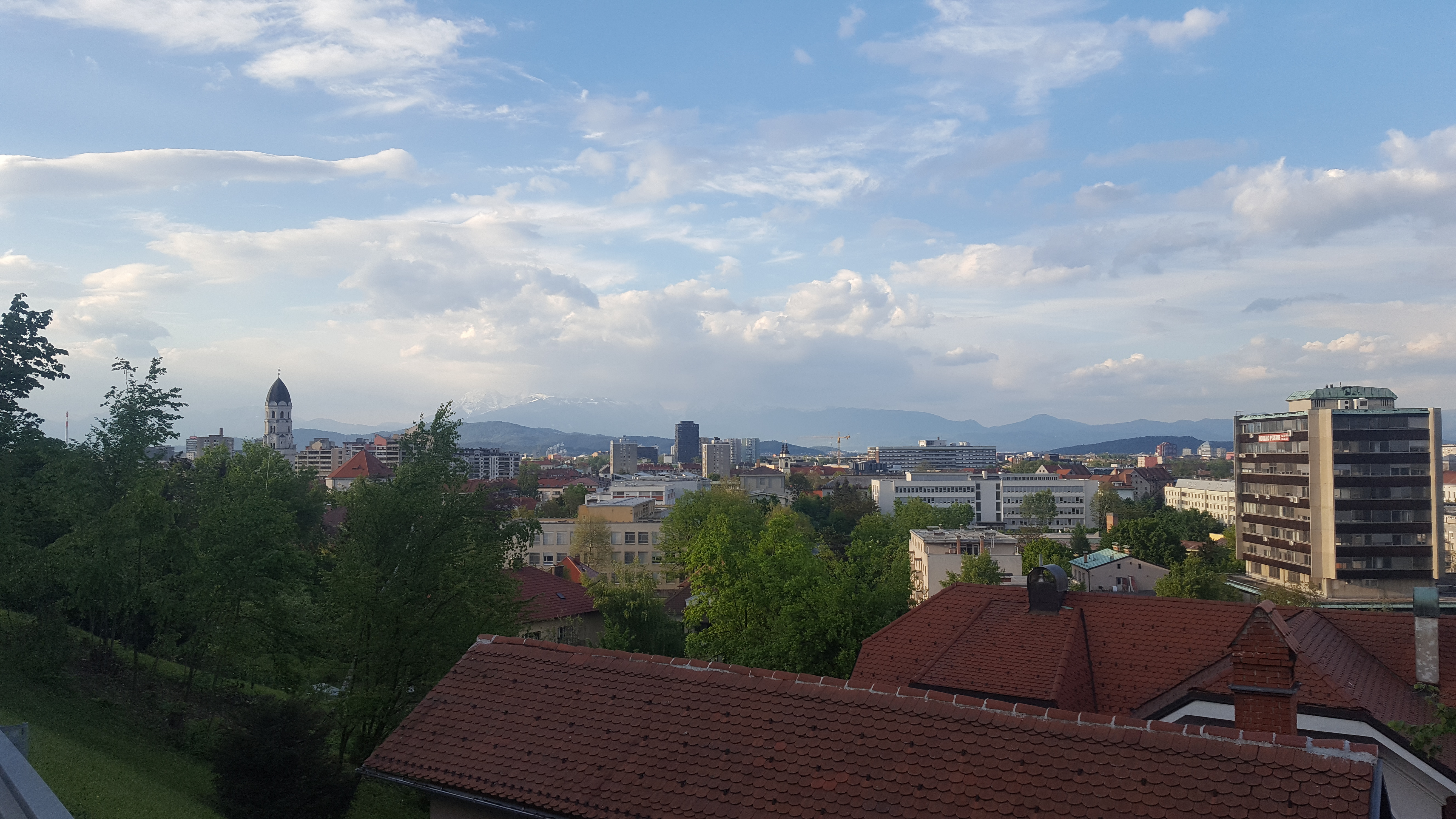
Blick über Poljane (Blick nach Norden von der Zemljemerska ulica)

Poljane (slowenisch Gefilde, Flur) ist der Name eines Stadtteils im Stadtbezirk Center (Ljubljana) von Ljubljana, der Hauptstadt Sloweniens. Er liegt östlich des Schlossbergs und wird westlich und südwestlich begrenzt durch Kopitarjeva ulica, Krekov trg und Streliška ulica, im Süden durch die Hradeckega cesta, im Osten durch die Grenze zum Stadtbezirk Moste und im Norden durch die Ljubljanica.

## Straßen und Plätze
Folgende Straßen und Plätze findet man in dem Stadtviertel oder in unmittelbarer Nähe:
- Ambrožev trg (früher Polanaplatz / Poljanski trg)[1]
- Cesta na Poljane
- Gestrinova ulica
- Hradeckega cesta
- Ulica Janeza Pavla II.
- Mesarska cesta
- Ob Ljubljanici
- Park Poljane
- Poljanska cesta (angelegt 1876 als Polanastraße, verläuft vom Krek-Platz bis Hradeckega cesta)[1]
- Poljanski nasip (Polanadamm)[1]
- Povšetova ulica
- Roška cesta
- Streliška ulica (ehemals Schießstättgasse)[1]
- Zaloška cesta

## Bauwerke und Sehenswürdigkeiten

### Brücken
- Brv pri Mrtvaškem mostu
- Mütter-Brücke
- Stari Codellijev most[2]
- Gruber-Steg (Gruberjeva brv)
- Streliška brv[3]

### Gebäude
- Cerkev sv. Jožefa[4]
- Collegium Aloysianum
- Cukrarna[5]
- Gymnasium Poljane[6]

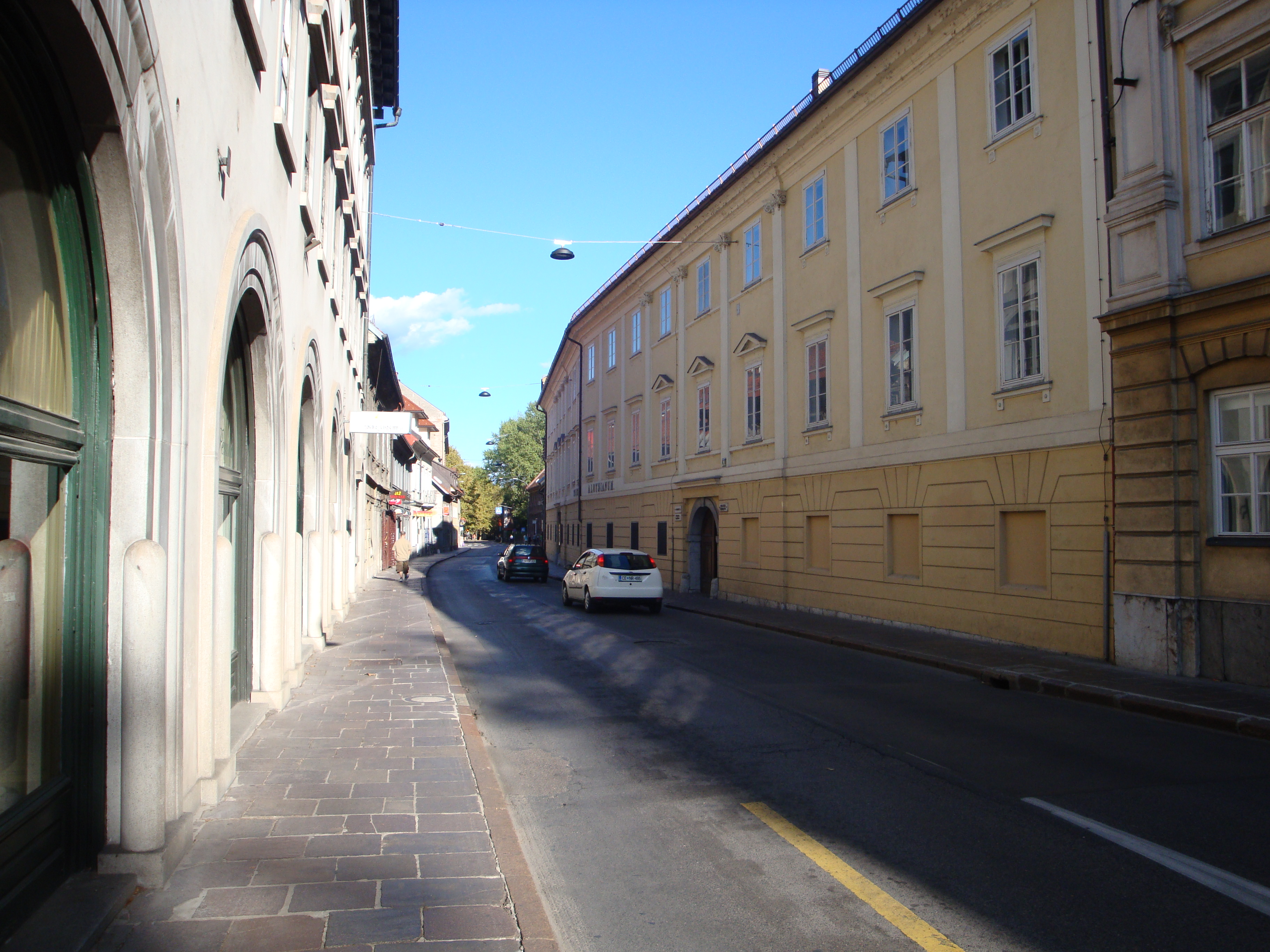
Collegium Aloysianum, Poljanska cesta 4
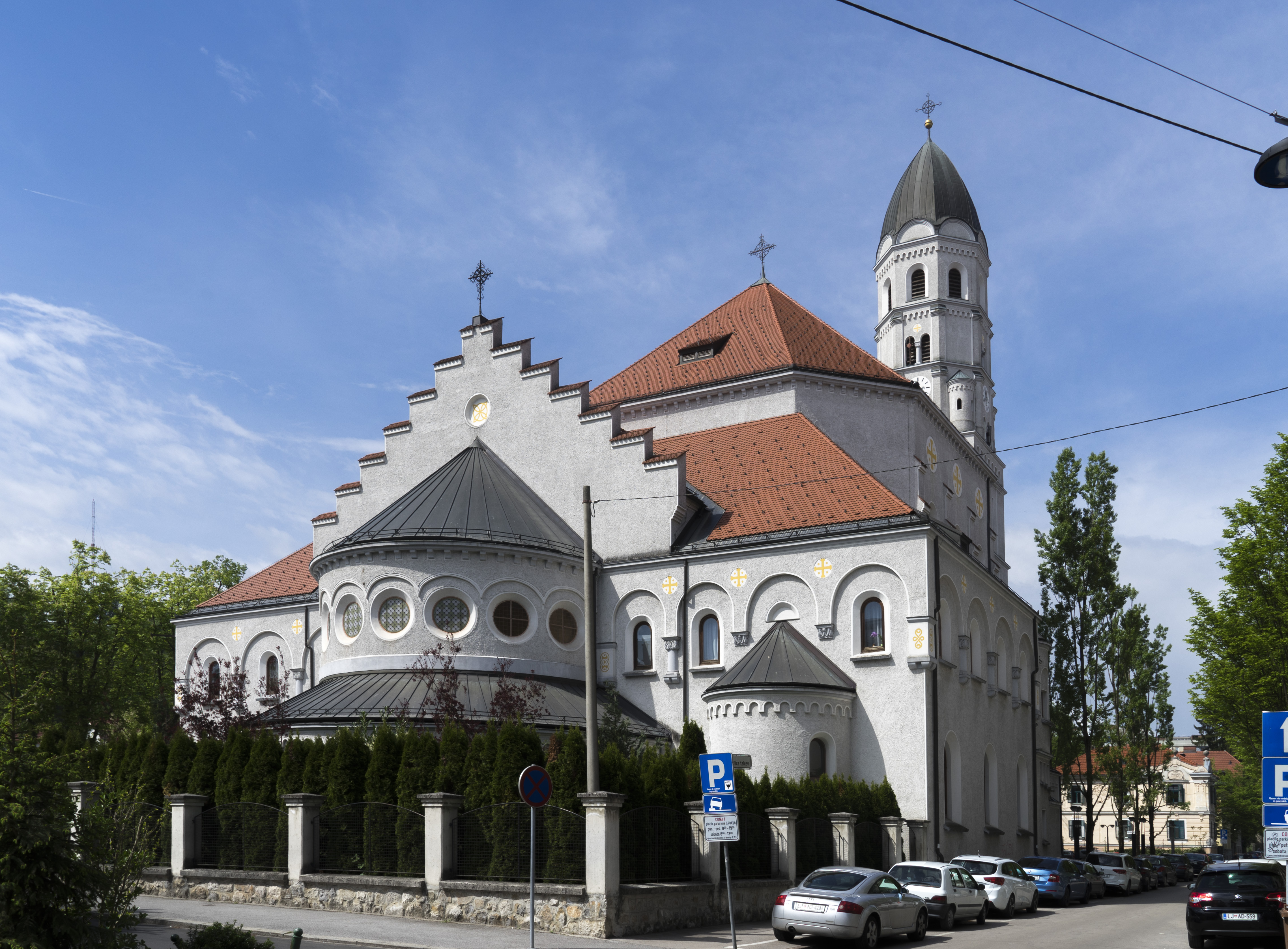
St.-Josef-Kirche